# Oligoryzomys moojeni
Oligoryzomys moojeni és una espècie de mamífer rosegador de la família dels cricètids. És endèmic del Brasil (estats de Minas Gerais, Tocantins i Goiás). Es tracta d'un animal relativament comú. Els seus hàbitats naturals són el cerrado i els boscos de galeria. Està amenaçat per la desforestació provocada per l'agricultura.
L'espècie fou anomenada en honor del zoòleg brasiler João Moojen de Oliveira.